# Joachim Lambrecht

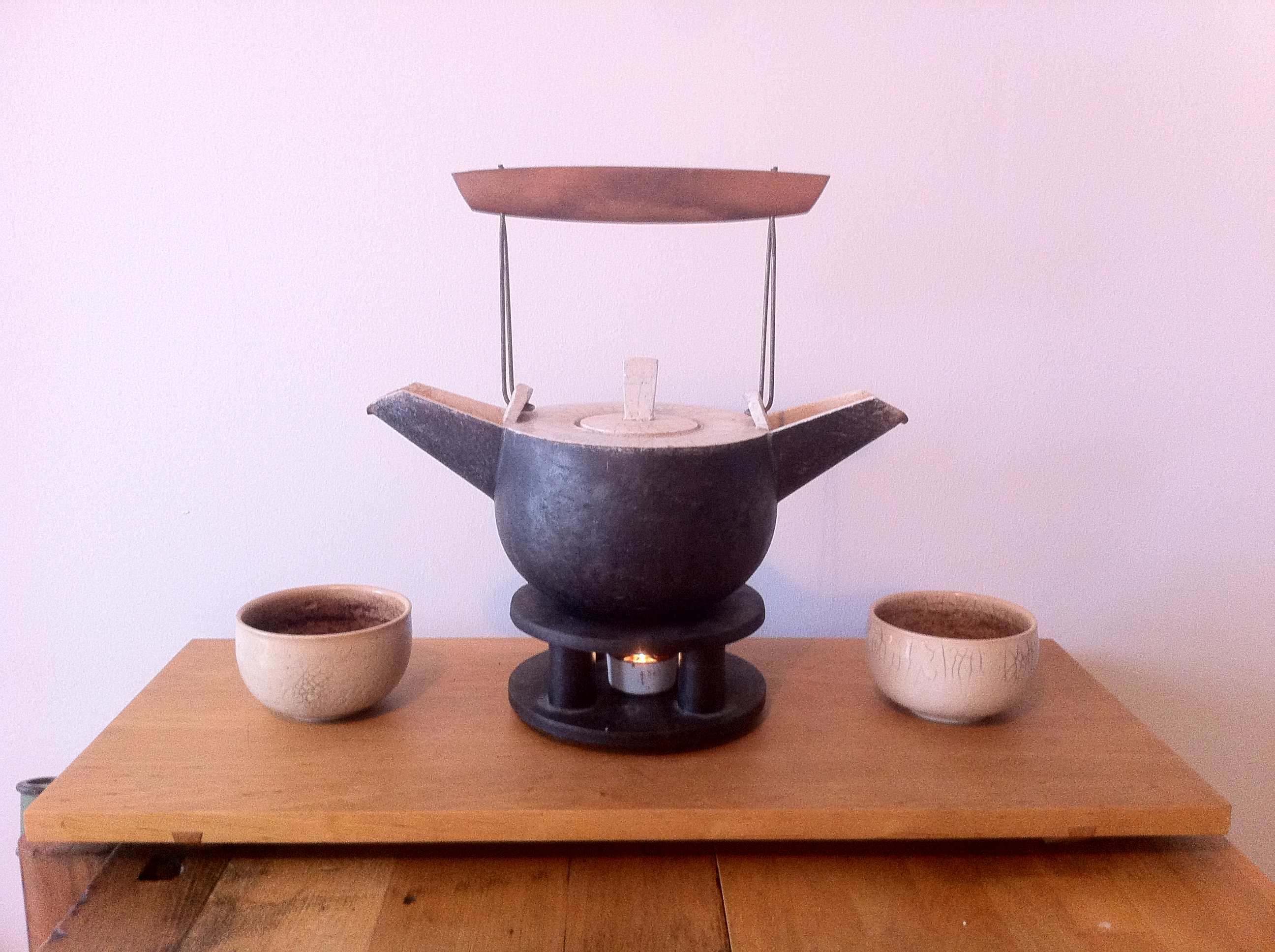
Teeservice bestehend aus einer Kanne und zwei Schalen in Raku-technik auf einem hölzernen Tablett.

Joachim Lambrecht (* 1958 in Heilbronn; † 4. Dezember 2023) war ein deutscher freischaffender Künstler (Bildhauer und Keramiker) und Musiker aus Herdwangen-Schönach im Landkreis Sigmaringen. Er ist bekannt für seine Gefäßobjekte und erhielt 2008 für seine Leistungen den Staatspreis Gestaltung Kunst Handwerk des Landes Baden-Württemberg.

## Leben
Joachim Lambrecht wurde 1958 in Heilbronn am Neckar geboren und spielte seit 1974 in zahlreichen Bands als Schlagzeuger unterschiedlicher Stilrichtungen (Rock, Blues, Jazzrock, Jazz) mit Schwerpunkt Jazz. 1977 schloss er das Gymnasium mit dem Abitur ab und absolvierte in der Werkstatt der Töpferei Göllner in Besigheim von 1978 bis 1980 eine Ausbildung als Keramiker. Im Anschluss leistete er seinen Zivildienst (1981 bis 1982) ab. Lambrecht besuchte zwischen 1982 und 1983 die Freie Kunstschule Stuttgart. Ab 1984 betrieb er das Studium zur Bildhauerei an der Staatlichen Akademie der Bildenden Künste Stuttgart bei Herbert Baumann. Seit 1987 stellte er bei Ausstellungsbeteiligungen aus – auch international, unter anderem bei der Contemporary Decorative Arts Exhibition 2003, Sotheby’s in London. 1990 schloss er sein Hauptstudium ab, um anschließend bis 1992 in derselben Institution das Aufbaustudium Bildhauerei bei Inge Mahn anzustreben. Seit 1992 arbeitete er als Freischaffender Künstler mit Atelier in Ludwigsburg. Seine erste Einzelausstellung hatte er 1994. 1995 widmete er sich verstärkt keramischen Arbeiten. Er lebte und arbeitete in Ludwigsburg. Im Jahr 2000 nahm er am „Korea & Germany Workshop“ in Busan (Südkorea) teil. Seit 2004 unterhielt er ein Atelier im Schloßhof in Großschönach. Lambrecht lebte mit seiner Frau und den Kindern in einem alten Bauernhaus. Er hatte Lehraufträge inne, hielt Workshops und Wochenendkurse ab, unter anderem in Raku, einer ursprünglich aus Korea stammenden keramischen Brenntechnik.

## Werke
Vasen, Dosen und freie Objekte sind Lambrechts Schöpfungen aus Ton, im Raku-Verfahren gebrannt. Doch ist er mit seinen Gefäßen und Skulpturen in beiden Welten zuhause: in der freien und in der angewandten Kunst. Seine Werke beschreibt er selbst wie folgt: Einfachheit, Klarheit, Strenge sind wichtige Kriterien bei der Entstehung meiner gebauten und gedrehten keramischen Objekte. Jedes Stück sei ein Unikat. Die Herstellung sei eine langwierige Arbeit. Bis zu einer Woche dauere es, bis ein Gefäß vollendet sei.
Lambrechts Arbeiten finden sich neben öffentlichen Sammlungen (unter anderem im Badischen Landesmuseum Karlsruhe, im Keramik-Museum Berlin, im Grassimuseum Leipzig, im Nature in Art Museum in Gloucester in England und in diversen Galerien (als ständige Sammlung)), auch auf Märkte und Messen, sowie in privater Hand.

## Auszeichnungen
Seine erste Auszeichnung, den „Kleinkunstpreis Baden-Württemberg“, erhielt der Künstler 1996 mit Trio Des Arts und Peter Schlack. Eine internationale Auszeichnung wurde ihm 2001 bei der 2nd Cheongju International Craft Biennale in Cheongju, Korea, Honorable Mention, zuteil. Es folgten diverse Keramikpreise. 2008 erhielt er den mit 5000 Euro dotierten baden-württembergischen Staatspreis Gestaltung Kunst Handwerk für drei seiner eingereichten keramischen Gefäßobjekte. Der Staatspreis wird alle zwei Jahre verliehen.

## Mitgliedschaften
- Internationaler Bodenseeclub (IBC)
- Verband Bildender Künstler und Künstlerinnen Württemberg e. V. (VBKW)
- Bund der Kunsthandwerker (BdK)
- Künstlergruppe VESSELS

## Quelle
- Cornelia Hoyer: Kunst. Zwischen Strenge und Lebendigkeit. Bildhauer und Keramiker Joachim Lambrecht aus Herdwangen-Schönach erhält „Staatspreis Gestaltung Kunst Handwerk“. In: Südkurier vom 12. November 2008